# ابن المولى
ابن المولى أبو عبد الله محمد بن عبد الله بن مُسلِم (؟ - ~170هـ/~787م) شاعر عربي مُخضرَم شهد العصر الأموي والعصر العباسي الأول.

## سيرته
ولِدَ ابن مولى في المدينة المنورة، وفيها نشأ، وهو مولى بني عمرو بن عوف الأنصاري. عاش ابن المولى في شمال المدينة المنورة، في بلدة قباء، ويُوصَف أنَّه ظريف عفيف نظيف الثياب حسن الهيئة. وتذكر الروايات أنَّ ابن المولى مدح الخليفة الأموي عبد الملك بن مروان، الذي توفِّي في 86هـ، وأنَّه عمَّر فوق المائة حتى عاصر الخليفة العباسي المهدي ومدحه، الذي تولَّى الحكم في 158هـ. وفي خلال هذه المُدَّة طاف بين الأمصار، فدخل مصر ومدح يزيد بن حاتم، وأخذ لقاء مديحه عشرين ألف دينار. تُوفِّي ابن المولى بعد أن بويع المهدي، ويُرجِّح عمرو فاروخ أن تكون وفاته قرابة 160هـ، بينما يُرجِّح عفيف عبد الرحمن أنَّه تُوفِّي قرابة 170هـ.

## شعره
أسلوبه في الشعر تقليدي مُتأثِّر بالقديم، وأكثر شعره في المديح، وأكثر مديحه في يزيد بن حاتم، إلا أنَّه ألَّف في الغزل العفيف أيضاً، ولكي لا يأثم تجنَّب التغزُّل بالنساء وتغزَّل بقوسه الذي أسماه ليلى. في العصر الحديث اعتنى بشعره مهدي عبد الحسين النجم، وجمعه وحقَّقه في ديوان منفصل، ثُمَّ نُشِر ديوانه متسلسلاً في مجلة «البلاغ» العراقيَّة، في عددها الثامن الصادر في 1980 والعدد العاشر الصادر في 1981.